# Siphonogorgia siphonogorgica
Siphonogorgia siphonogorgica is een zachte koraalsoort uit de familie Nidaliidae. De koraalsoort komt uit het geslacht Siphonogorgia. Siphonogorgia siphonogorgica werd in 1908 voor het eerst wetenschappelijk beschreven door Harrison. 